# هلن اولیایی‌نیا
هلن اولیایی‌نیا، نویسنده و مترجم، در سال ۱۳۳۲ در اصفهان متولد شد. وی مدرس زبان انگلیسی در دانشگاه‌های اهواز و اصفهان است

## تألیف و ترجمه‌ها
از آثار وی می‌توان ترجمه کتاب‌هایی چون «بوطیقا» ارسطو، «تراژدی چیست؟» کلیفورد لیچ و «ابلهان زمان: سیری در تراژدی‌های شکسپیر» نورتروپ فرای، را نام برد.
- «بررسی شیوه روایی در سه رمان ویلیام فالکنر»
- «بشنو از وی چون حکایت می‌کند»
- «بررسی فرمالیستی نقش‌مایه نامه در تراژدی شکسپیر» (به زبان انگلیسی و در دانشگاه اصفهان تدریس می‌شود)
- «شکسپیر، نویسنده یا روان‌شناس»[۳]
- «بررسی تطبیقی «قفس» صادق چوبک و «تخم مرغ» شروود اندرسون»[۴]
- «مسخ ونقد مسخ کافکا»[۵]

## مقالات علمی[۶]
علاوه بر کتابها، خانم هلن اولیایی نیا، بیش از ۱۳ مقاله علمی تخصصی در کنفرانسها و ژورنالهای علمی ارائه نموده‌اند که محورهای اصلی مقالات ایشان در موضوعات «ارزش‌های انسانی»، «ادبیات کلاسیک نمایشی»، «روانشناسی جنایت»، «نقشمایه نامه در مکبث» می‌باشد. مقالات ایشان عبارتند از:

###### مقالات ارائه شده در همایشها
- معناداری در آثار کلاسیک نمایشی: نقشمایه نامه در نمایشنامه مکبث شکسپیر ارائه شده در همایش ملی معناداری زندگی (1388)[۷]
- Johnson and saadi two intimate strangers ارائه شده در چهارمین همایش ادبیات تطبیقی (1385)[۸]

###### مقالات منتشر شده در ژورنالها
- تأثیر آموزشی سمینار سقراطی در پرورش تفکر انتقادی دانشجویان ادبیات منتشر شده در دوفصلنامه نقد زبان و ادبیات خارجی (۱۳۹۵)
- فرجام گریزی در داستان و فراداستان بر اساس نظریه توماشفسکی منتشر شده در مجله ادبیات پارسی معاصر (۱۳۹۴)
- وجهیت در ترجمه: موردپژوهی ترجمه‌های فارسی سبک روایی وولف در رمان The Waves منتشر شده در فصلنامه مطالعات زبان و ترجمه (۱۳۹۳)
- The Ordering Process of Narrative in James Joyce's A Portrait of the Artist as a Young Man منتشر شده در فصلنامه آموزش مهارتهای زبان (۱۳۹۱)
- تحلیل عوامل کنشی در رمان سووشون بر مبنای الگوی کنشگران گرماس منتشر شده در دوفصلنامه نقد زبان و ادبیات خارجی (۱۳۹۰)
- بررسی لغوی و اصطلاحی پیرنگ و عناصر ساختاری آن در فارسی و عربی منتشر شده در فصلنامه زبان پژوهی (۱۳۸۹)
- "What We Feel, and What Doth us Befall": A Study of Letter Motif in Macbeth منتشر شده در فصلنامه آموزش مهارتهای زبان (۱۳۸۹)
- بررسی تطبیقی ترجمهٔ تصویر بیماری در دو ترجمهٔ فارسی هملت منتشر شده در دوفصلنامه نقد زبان و ادبیات خارجی (۱۳۸۹)
- بررسی ساختار داستانی پند و اندرز اهل دانش و هوش به زبان گربه و موش اثر شیخ بهایی منتشر شده در دوفصلنامه تاریخ ادبیات (۱۳۸۸)
- بررسی نقشمایه نامه در نمایشنامه هملت منتشر شده در دوفصلنامه نقد زبان و ادبیات خارجی (۱۳۸۸)

## یادداشتهای علمی
خانم هلن اولیایی نیا، یادداشتهای علمی متعددی نیز در حوزه ادبیات و اسطوره‌های ادبی منتشر می‌نمایند.
- اسطورهٔ هبوط انسان در گذر زمان: قرن نوزده و بیست انگلستان[۹]
- مصادیق اجتماعی امروز جهان درادبیات نمایشی[۱۰]
- کلیدر، کلید زبان در قفل تاریخ[۱۱]